# Vaccinium ambivalens
Vaccinium ambivalens är en ljungväxtart som beskrevs av Herman Otto Sleumer. Vaccinium ambivalens ingår i Blåbärssläktet, och familjen ljungväxter. Inga underarter finns listade i Catalogue of Life.